# Монастырь Градац
Монастырь Градац (серб. Манастир Градац) в честь Благовещения Пресвятой Богородицы — женский монастырь Жичской епархии Сербской православной церкви в селе Градац общины Рашка Рашского округа Сербии. Первая задужбина в Сербии, основанная женщиной.

Монастырь входит в список памятников культуры Сербии исключительного значения.

## История
Обитель была основана во второй половине XIII века как мужской монастырь и является задужбина королевы Елены Анжуйской, жены короля Стефана Уроша I. Благовещенская церковь была расписана, вероятно, в 1275 году, так как на фресках сохранилось изображение Уроша (свергнут в 1276 году) и Елены, приносящих модель храма Христу. После смерти в 1314 году, королева Елена была погребена в юго-западной части храма, но вскоре началось её почитание как святой. Мощи Елены были извлечены и помещены в мощевик, расположенный перед иконостасом.
Монастырь был оставлен во время турецкого вторжения. После битвы под Ново-Брдо в 1445 году обитель, скорее всего, была разрушена, но насельники вскоре возвратились в монастырь. В XVI веке в обители не было монахов, в полуразрушенной церкви служил один священник. В 1589 году монастырь был восстановлен митрополитом Рашским Виссарионом. Игумен Стефан и иеромонах Паисий из монастыря Джурджеви-Ступови перекрыли церковь оловянной кровлей и восстановили монашеские здания, но уже в 1600 году, согласно записям митрополита Виссариона, монастырь был разграблен, а келии разрушены до основания.
Во время австро-турецкой войны 1689—1690 годов монастырь был окончательно заброшен. Монахи также забрали с собой мощи Елены Анжуйской, впоследствии бесследно исчезнувшие. В конце XVIII века обитель была разрушена и необитаема.
В начале XIX века рядом с руинами монастыря было основано современное село Градац. Благовещенская церковь была в полуразрушенном состоянии, но использовалась как приходская. Никольская церковь также с 1876 года стала приходской. В 1910 году над Благовещенской церковью была установлена защитная кровля. В 1948—1949 годах в монастыре были проведены консервационные работы. В 1962 году начались археологические раскопки. С 1963 по 1975 год была проведена реконструкция Благовещенской церкви.
В 1982 году при схиархимандрите Иулиане (Кнежевиче) началось строительство братского корпуса. В 1989 году в монастыре возродилась монашеская жизнь, а в 1997 году обитель превращена в женскую. Численность сестринства достигала 15 монахинь, но по состоянию на 2016 год их осталось семь.

## Архитектура
В центре монастыря расположена соборная церковь Благовещения Пресвятой Богородицы, построенная по образцу церкви монастыря Студеница. Это однонефное здание с куполом на восьмигранном световом барабане. Благовещенская церковь соединяет в себе сербско-византийский, романский и готический стили. В юго-восточному углу двора, возле монастырских стен размещается небольшая Никольская церковь.